# Chhelu Ram
Chhelu Ram, född den född 10 maj 1905, stupad i strid den 20 april 1943, var en havildar-major vid 6th Rajputana Rifles, Brittisk-indiska armén. Han belönades postumt med Viktoriakorset när han som kompaniadjutant i Tunisien trots kraftig kulsprute- och granatkastareld ensam slog ut en fientlig kulspruteställning. Sedan hans kompanichef sårats ledde han - själv sårad - sedan kompaniets anfall varvid han stupade i närstrid med fienden. 